# ديتليلين ديميتروف
ديتليلين ديميتروف هو لاعب كرة قدم بلغاري في مركز الدفاع، ولد في 17 يناير 1983 في دوبريتش في بلغاريا. لعب مع نادي تشيرنو مور فارنا ونادي دوبرودزا دوبريتش.

## وصلات خارجية
- ديتليلين ديميتروف على موقع قاعدة بيانات كرة القدم.إي يو (الإنجليزية)